# Cassius Apronianus
Marcus (?) Cassius Apronianus war ein römischer Senator des 2. Jahrhunderts.
Apronianus stammte aus Nikaia in Bithynien und war Vater des Historikers Cassius Dio.
Er war vor dem Jahr 182 (vielleicht 179/180?) Prokonsul der Provinz Lycia et Pamphylia und Legat von Kilikien, anscheinend für das Jahr 182 oder 183. Um 183/184 war er Suffektkonsul. Etwa um das Jahr 185 wurde er Legat von Dalmatien.